# Іжевський автобус
Іже́вський автобу́с — вид громадського транспорту в столиці Удмуртії місті Іжевську. Є найбільшим таким господарством в республіці, посідає перше місце за пасажирообігом в місті. Більшість маршрутів обслуговуються ВАТ «Іжевське виробниче об'єднання пасажирського автотранспорту».

## Історія
Перший автобусний маршрут в Іжевську був відкритий 8 червня 1932 року, коли два автобуси Московського автобусного заводу АМО здійснили свій перший маршрут. В 1933 році було створено підприємство з обслуговування — Іжевське відділення Горьковського автогужтреста по вулиці Ленінградській. Того ж року був відкритий і перший заміський маршрут — Іжевськ-Чепца. В 1935 році підприємство було відокремлене в окремий автожугтрест Удмуртської АРСР. У вересні 1939 року він був перейменований в Удмуртський республіканський автомобільний трест, а з листопада — в Іжевську автобазу. З розширенням автобусних маршрутів було створено ще одну автобазу. Через це 1 грудня 1939 року перша була перейменована в Іжевську автомобільну транспортну контору Управління автомобільного транспорту при СНК Удмуртської АРСР (після війни при СМ Удмуртської АРСР), скорочено — Автоконтора № 1; а друга, відповідно, — Автоконтора № 2. В 1970 році обидві автоконтори були перейменовані в Іжевське пасажирське автотранспортне підприємство № 1 та № 2. Саме тоді створюється і ПАП № 3 на базі нових гаражів на 200 місць та майстерень по вулиці Буммашівській. На початку йому було виділено 2 автоколони Іжевського ПАП № 1. Іжевське виробниче об'єднання пасажирського автотранспорту було створене 8 травня 1973 року згідно з наказом Удмуртського транспортного управління № 149 на базі Іжевського ПАП № 1. Генеральним директором призначено директора колишнього Іжевського ПАП № 3 П.Чукавіна. Пізніше було закрито Іжевське ПАП № 2. З 1987 по 1997 роки начальником (назва посади змінена) Іжевського ВОПАТ був В. І. Засипкін., по 2007 рік — М. І. Копосов. Навесні 2007 року підприємство було перетворене у ВАТ, генеральним директором став Півош Дмитро Миколайович.

## Рухомий склад
- НефАЗ-5299 — Становлять більшу частину рухомого складу, знаходяться практично на кожному маршрутів. Відбувається поновлення рухомого складу цими автобусами.
- Волжанин-5270 — знаходяться на маршрутах 22, 25, 28, 29.
- ЛіАЗ-677 — Закріплені за Іжевським ПАП № 1, знаходяться на маршрутах 15, 26, 27.
- ЛіАЗ-5256.45 — Закріплені на Іжевським ПАП № 2, знаходяться на маршрутах 12, 12к.
- ЛіАЗ-5256.53 — Нові автобуси, які поступили в 2010—2011 роках. їх одразу перефарбовано в кольори Іжевського автобуса — жовтий, червоний та чорний. Загальна кількість близько 60, знаходяться на багатьох маршрутах.
- МАЗ-105 — Нові автобуси, які поступили в 2010 році. Існують плани по закупці таких автобусів в майбутньому.

## Маршрути міського автобусу
| №   | Карта | Опис маршруту |
| --- | ----- | --- |
| 1   |       | вул. Фурманова → вул. Азіна → вул. Московська → вул. Гагаріна → вул. Магістральна → вул. Маяковського → вул. Новоажимова → вул. Максима Горького → вул. Леніна → Центр |
| 2   |       | Центр → вул. Леніна → вул. Максима Горького → вул. Новоажимова → вул. Маяковського → вул. Медведєвська → Медведєво |
| 6   |       | Центр → вул. Леніна → вул. Максима Горького → вул. Новоажимова → вул. Маяковського → село Новий Чультем → вул. Люллінська → Люллі |
| 7   |       | Центр → вул. Леніна → вул. Максима Горького → вул. Новоажимова → вул. Азіна → вул. Нагірна (назад по вул. Обласній) → вул. Цегляна (назад по вул. Азіна) → вул. Обласна → вул. Трудова → вул. Автономна → База Будмеханізації |
| 8   |       | Верстатобуд → пр. Дерябіна → вул. Леніна → вул. Максима Горького → вул. Новоажимова → вул. Клубна → вул. Новошістнадцята → вул. Баранова → вул. П'ятнадцята → Зарічне шосе → Шабердинський тракт → Малинова Гора |
| 8к  |       | Центр → вул. Леніна → вул. Максима Горького → вул. Новоажимова → вул. Клубна → вул. Новошістнадцята → вул. Баранова → вул. П'ятнадцята → Зарічне шосе → вул. Крилова → Шабержинський тракт → Малинова Гора |
| 9   |       | Центр → вул. Леніна → вул. Максима Горького → вул. Новоажимова → вул. Азіна → вул. Тракторна → вул. Учгоспна → Шунди |
| 10  |       | Завод пластмас → вул. Автозаводська → вул. Сабурова → вул. Петрова → вул. Труда → вул. Молодіжна → вул. Леніна → Карлутська набережна → вул. Радянська → Центр |
| 11  |       | Центр → вул. Леніна → вул. Максима Горького → вул. Новоажимова → вул. Азіна → вул. Фурманова |
| 12  |       | Автозавод → вул. Автозаводська → вул. Сабурова → вул. Петрова → вул. Ворошилова → вул. 9 січня → вул. 10 років Жовтня → вул. Удмуртська → вул. Радянська → вул. Максима Горького → вул. Леніна → пр. Дерябіна → Верстатобуд |
| 12к |       | Автозавод → вул. Автозаводська → вул. Сабурова → вул. Петрова → вул. Ворошилова → вул. 9 січня → вул. 10 років Жовтня → вул. Удмуртська → вул. Радянська → Центр |
| 14  |       | Завод пластмас → вул. Автозаводська → вул. Ворошилова → вул. 9 січня → вул. Дзержинського → вул. Буммашевська → вул. Удмуртська → вул. Травнева (назад по вул. Кірова) → вул. Пушкінська (назад по вул. Удмуртській) → вул. Кірова → вул. 30 років Перемоги → вул. 50 років ВЛКСМ → вул. Фруктова (назад по вул. Шкільній) → Металургів |
| 15  |       | Верстатобуд → пр. Дерябіна → вул. Леніна → вул. Максима Горького → вул. Карла Лібкнехта → вул. Червоноармійська → пров. Залізничний → вул. Маркіна → Металобаза |
| 15к |       | Центр → вул. Леніна → вул. Максима Горького → вул. Карла Лібкнехта → вул. Червоноармійська → пров. Залізничний → вул. Маркіна → Металобаза |
| 16  |       | вул. 9 січня → вул. Дзержинського (назад по вул. 9 січня) → вул. Будівників (назад по вул. 9 січня) → Воткінське шосе → вул. Новосмирновська → Смирново |
| 16к |       | вул. 9 січня → вул. Дзержинського (назад по вул. 9 січня) → вул. Будівників (назад по вул. 9 січня) → Воткінське шосе → Металургійний комплекс |
| 18  |       | 8-й мікрорайон → вул. Союзна → вул. Леніна → вул. Молодіжна → вул. Труда → вул. Петрова → вул. Ворошилова → вул. 9 січня → вул. 10 років Жовтня → вул. Удмуртська → вул. Травнева → вул. Пушкінська → вул. Холмогорова → вул. Фруктова (назад по вул. Шкільній) → Металургів |
| 19  |       | вул. Чугуєвського → вул. Карла Маркса (назад по вул. Пушкінській) → вул. Карла Лібкнехта (назад по вул. Чугуєвського) → вул. Пушкінська → вул. Холмогорова → вул. Удмуртська → Воткінське шосе → Оранжерейний тракт → Республіканська клінічна лікарня |
| 21  |       | село Вараксино → Шабердинський тракт → Зарічне шосе → вул. П'ятнадцята → вул. Баранова → вул. Новошістнадцята → вул. Клубна → вул. Новоажимова → вул. Азіна → вул. Обласна → вул. Гагаріна → Транссільгосптехніка |
| 22  |       | вул. Механізаторська → вул. Локомотивна (назад по вул. Гагаріна) → вул. Московська (назад по вул. Механізаторській) → вул. Гагаріна → вул. Магістральна → вул. Карла Маркса (назад по вул. Пушкінській) → вул. Карла Лібкнехта (назад по вул. Чугуєвського) → вул. Удмуртська → вул. Буммашевська → вул. Дзержинського → вул. 9 січня → Воткінське шосе → Оранжерейний тракт → вул. Виставкова → вул. Сільська → Пазели                               |
| 23  |       | вул. 9 січня → вул. Дзержинського (назад по вул. 9 січня) → вул. Будівників (назад по 9 січня) → Воткінське шосе → Октябрі → вул. Спортивна → Старки |
| 24  |       | Дитячий комбінат → вул. Мужвайська (назад по вул. Новошістнадцятій) → вул. Клубна (назад по вул. Баранова) → вул. Новоажимова → вул. Максима Горького → вул. Радянська → вул. Удмуртська → вул. 10 років Жовтня → вул. 9 січня → вул. Ворошилова → вул. Петрова → вул. Сабурова → вул. Автозаводська → Автозавод |
| 25  |       | вул. Механізаторська → вул. Локомотивна (назад по вул. Гагаріна) → вул. Московська (назад по вул. Механізаторській) → вул. Гагаріна → вул. Магістральна → вул. Карла Маркса (назад по вул. Пушкінській) → вул. Карла Лібкнехта (назад по вул. Чугуєвського) → вул. Воровського → вул. Промислова → вул. Орджонікідзе → вул. 40 років Перемоги → вул. Першотравнева → вул. Молодіжна → вул. Труда → вул. Петрова → вул. Автозаводська → Завод пластмас |
| 26  |       | Автозавод → вул. Автозаводська → вул. Сабурова → вул. Петрова → вул. Ворошилова → вул. 9 січня → вул. Дзержинського → вул. Буммашевська → вул. Удмуртська → вул. Травнева → вул. Пушкінська → вул. Радянська → вул. Максима Горького → вул. Новоажимова → вул. Клубна → вул. Новошістнадцята |
| 27  |       | вул. Кузебая Герда → просп. Маршала Фалалеєва (назад по вул. Кузебая Герда) → вул. Клубна → вул. Новоажимова → вул. Максима Горького → вул. Радянська → вул. Удмуртська → вул. 10 років Жовтня → вул. 9 січня → вул. Ворошилова → вул. Петрова → вул. Труда → вул. Молодіжна → вул. Леніна → Ремпобуттехніка |
| 28  |       | Металургів → вул. Шкільна (назад по вул. Фруктовій) → вул. 50 років ВЛКСМ → вул. Холмогорова → вул. Пушкінська → вул. Радянська → вул. Леніна → Ремпобуттехніка |
| 29  |       | парк імені Кірова → вул. Кірова → вул. 30 років Перемоги → вул. 50 років ВЛКСМ (назад через Металургів) → вул. Холмогорова → вул. Удмуртська → вул. Буммашевська → вул. Дзержинського → вул. 9 січня → вул. Ворошилова → вул. Петрова → вул. Труда → вул. Молодіжна → вул. Леніна → Ремпобуттехніка |
| 31  |       | Металургійний комплекс → Воткінське шосе → вул. 9 січня → вул. Ворошилова → вул. Петрова → вул. Труда → вул. Молодіжна → вул. Леніна → Ремпобуттехніка |
| 32  |       | Верстатобуд → пр. Дерябіна → вул. Леніна → вул. Максима Горького → вул. Радянська → вул. Леніна → село Октябрський |
| 34  |       | Верстатобуд → пр. Дерябіна → вул. Леніна → вул. Максима Горького → вул. Новоажимова → вул. Клубна → вул. Новошістнадцята → вул. Баранова → вул. П'ятнадцята → Зарічне шосе → Шабердинський тракт → Малинова Гора → село Вараксино |
| 36  |       | вул. Механізаторська → вул. Локомотивна (назад по вул. Гагаріна) → вул. Московська (назад по вул. Механізаторській) → вул. Гагаріна → вул. Обласна → вул. Азіна → вул. Новоажимова → вул. Максима Горького → вул. Кірова → вул. 30 років Перемоги → вул. 50 років ВЛКСМ → вул. Фруктова (назад по вул. Шкільній) → Металургів |
| 39  |       | вул. Чугуєвського → вул. Карла Маркса (назад по вул. Пушкінській) → вул. Карла Лібкнехта (назад по вул. Чугуєвського) → вул. Пушкінська → вул. Холмогорова → вул. Удмуртська → вул. Буммашевська → вул. Дзержинського → вул. 9 січня → вул. Ворошилова → вул. Петрова → вул. Труда → вул. Молодіжна → вул. Першотравнева → Східний ринок |
| 40  |       | Центр → вул. Радянська → вул. Леніна → вул. Союзна → вул. Баришнікова → вул. Сабурова → вул. Автозаводська → Автозавод |
| 41  |       | Центр → вул. Леніна → вул. Максима Горького → вул. Новоажимова → вул. Маяковського → вул. Аграрна → вул. Ялтинська → Радгосп Металург |
| 47  |       | Малинова Гора → Шабердинський тракт → Зарічне шосе → вул. П'ятнадцята → вул. Баранова → вул. Новошістнадцята → вул. Клубна → вул. Новоажимова → вул. Карла Лібкнехта → вул. Промислова → вул. Орджонікідзе → вул. Камбарська → вул. Союзна → 8-й мікрорайон |
| 49  |       | Транссільгосптехніка → вул. Гагаріна → вул. Магістральна → вул. Максима Горького → вул. вул. Чугуєвського → вул. Пушкінська → вул. Карла Лібкнехта → вул. Воровського → вул. Промислова → вул. Орджонікідзе → вул. 40 років Перемоги → вул. Першотравнева → вул. Молодіжна → вул. Труда → вул. Петрова → вул. Ворошилова → вул. 9 січня Воткінське шосе → Оранжерейний тракт → Республіканська клінічна лікарня                                       |
| 50  |       | вул. Кузебая Герда → просп. Маршала Фалалеєва (назад по вул. Кузебая Герда) → вул. Клубна → вул. Новоажимова → вул. Максима Горького → вул. Карла Лібкнехта → вул. Удмуртська → вул. Буммашевська → вул. Дзержинського → вул. 9 січня → кінотеатр «Жовтень» |
| 56  |       | Центр → вул. Максима Горького → вул. Кірова → вул. Пісочна → Пермське шосе → Старий Ігерман |
| 59  |       | Центр → вул. Леніна → вул. Максима Горького → вул. Новоажимова → вул. Маяковського → Південне кладовище |

## Маршрути маршрутного таксі
| №  | Карта | Опис маршруту |
| -- | ----- | --- |
| 45 |       | село Октябрський → вул. Леніна → вул. Радянська → вул. Воровського → вул. Карла Лібкнехта → вул. Максима Горького → вул. Новоажимова → вул. Клубна → вул. Олега Кошевого → вул. Баранова → вул. Постольська (назад по вул. Зеленій) → вул. Машинобудівників |
| 52 |       | село Октябрський → вул. Леніна → вул. Молодіжна → вул. Труда → вул. Петрова → вул. Автозаводська → вул. 10 років Жовтня → вул. Пушкінська → вул. Кірова → вул. 30 років Перемоги → вул. 50 років ВЛКСМ → вул. Пушкінська → Росдержстрах |
| 53 |       | Завод пластмас → вул. Автозаводська → вул. 10 років Жовтня → вул. Удмуртська → вул. Карла Лібкнехта → вул. Максима Горького → вул. Новоажимова → вул. Клубна → вул. Олега Кошевого → вул. Баранова → вул. Постольська (назад по вул. Зеленій) → вул. Машинобудівників |
| 54 |       | завод «Буммаш» → Воткінське шосе → вул. Удмуртська → вул. Радянська → вул. Пушкінська → вул. Чугуєвського (назад по вул. Карла Лібкнехта) → вул. Карла Маркса → вул. Гагаріна → Транссільгосптехніка |
| 55 |       | Завод пластмас → вул. Автозаводська → вул. Сабурова → вул. Баришнікова → вул. Союзна → вул. Леніна → вул. Першотравнева → вул. 40 років Перемоги → вул. Орджонікідзе → вул. Промислова → вул. Воровського → вул. Карла Лібкнехта → вул. Максима Горького → вул. Новоажимова → вул. Клубна → вул. Олега Кошевого → вул. Баранова → вул. Постольська (назад по вул. Зеленій) → вул. Машинобудівників |
| 57 |       | Пазели → Оранжерейний тракт → Воткінське шосе → вул. Удмуртська → вул. Холмогорова → вул. 50 років ВЛКСМ → Металургів (назад проходить повз) → вул. 30 років Перемоги → вул Кірова → вул. Пісочна → Пермське шосе → Старий Ігерман |
| 68 |       | вул. Ракетна → вул. Орджонікідзе → вул. Промислова → вул. Воровського → вул. Радянська → вул. Удмуртська → вул. Холмогорова → вул. 50 років ВЛКСМ → вул. Фруктова → вул. Шкільна → Металургів (назад по вул. 50 років ВЛКСМ, 30 років Перемоги, Кірова) |
| 69 |       | Кільцевий: вул. Камбарська → вул. Союзна → вул. Леніна → вул. Першотравнева → вул. 40 років Перемоги |